# Proklos
Proklos (latin Proclus, grekiska Πρόκλος ὁ Διάδοχος, Próklos ho Diádochos), född 8 februari 412 i Konstantinopel, död 17 april 485 i Aten, var en grekisk filosof  och den främste representanten för den senare nyplatonismen.
Han studerade grammatik och filosofi i Alexandria innan han tog över ledningen av den platonska skolan där cirka år 450. Proklos lära var en sammansmältning av egyptiska och kaldeeiska element, medan hans filosofi var en kombination av formalism och djupsinnigt svärmeri, skarpsinnig dialektik och kritiklös vidskeplighet. Som en av nyplatonismens mest inflytelserika talesmän spelade han en central roll i historien om denna filosofiska och religiösa rörelse. Proklos ledde den nyplatonska skolan i Aten under nästan ett halvt sekel, och formade arbetet där genom sin intensiva undervisning och sina talrika skrifter.
Förutom att skapa kommentarer till Platons skrifter, gjorde Proklos till sin huvuduppgift att systematisera alla religiösa föreställningar från senantiken. Han gjorde detta både genom filosofiska antydningar och genom att inordna dem i ett typiskt schema. Proklos tolkade Platon, Plotinos och Iamblichos, men skrev också en kaldeisk orakelbok. Kärnelementet i Proklos filosofi är teorin om emanation, det gradvisa uppkomsten av mångfalden från en omfattande, odifferentierad enhet som anses vara ursprunget till allt. Eftersom det krävs förmedlande instanser mellan de olika nivåerna i världssystemet, som möjliggör sammanhållning i världen, får det hela en mycket komplex karaktär. Proklos urskiljde tre utvecklingsstadier hos all verklighet: förblivandet, utvecklingen och återvändandet.  Detta kan ses om en föregångare till Friedrich Hegels dialektiska process.
Inom etiken hänvisade Proklos den behövande människan till alla möjliga övernaturliga medel, inklusive magi och astrologi, för att få hjälp med problemen i livet. Han menade att människan borde sträva efter att bli likgiltig inför materiella ting och istället fokusera på att nå den andliga världen. 
Han gav ut då bevarade kommentarer till flera bland Platons dialoger och en studie över Platons teologi. Vidare märks de filosofiska arbetena Om rörelsen, Om försynen och ödet med flera. Dessutom skrev han hymner till grekiska gudar och ett epigram i Antologien bär hans namn. Han var även astronom och matematiker. Bland annat lämnade han en kommentar till Euklides. Han var erfaren även inom det grammatiska området där han bland annat författade scholier till Homeros och kommentarer till Hesiodos.